# Independència de Guinea Equatorial
La independència de Guinea Equatorial d'Espanya es va proclamar el 12 d'octubre de 1968, durant l'Onzè Govern d'Espanya durant la dictadura franquista, com a part del procés de descolonització d'Àfrica recolzat per les Nacions Unides.

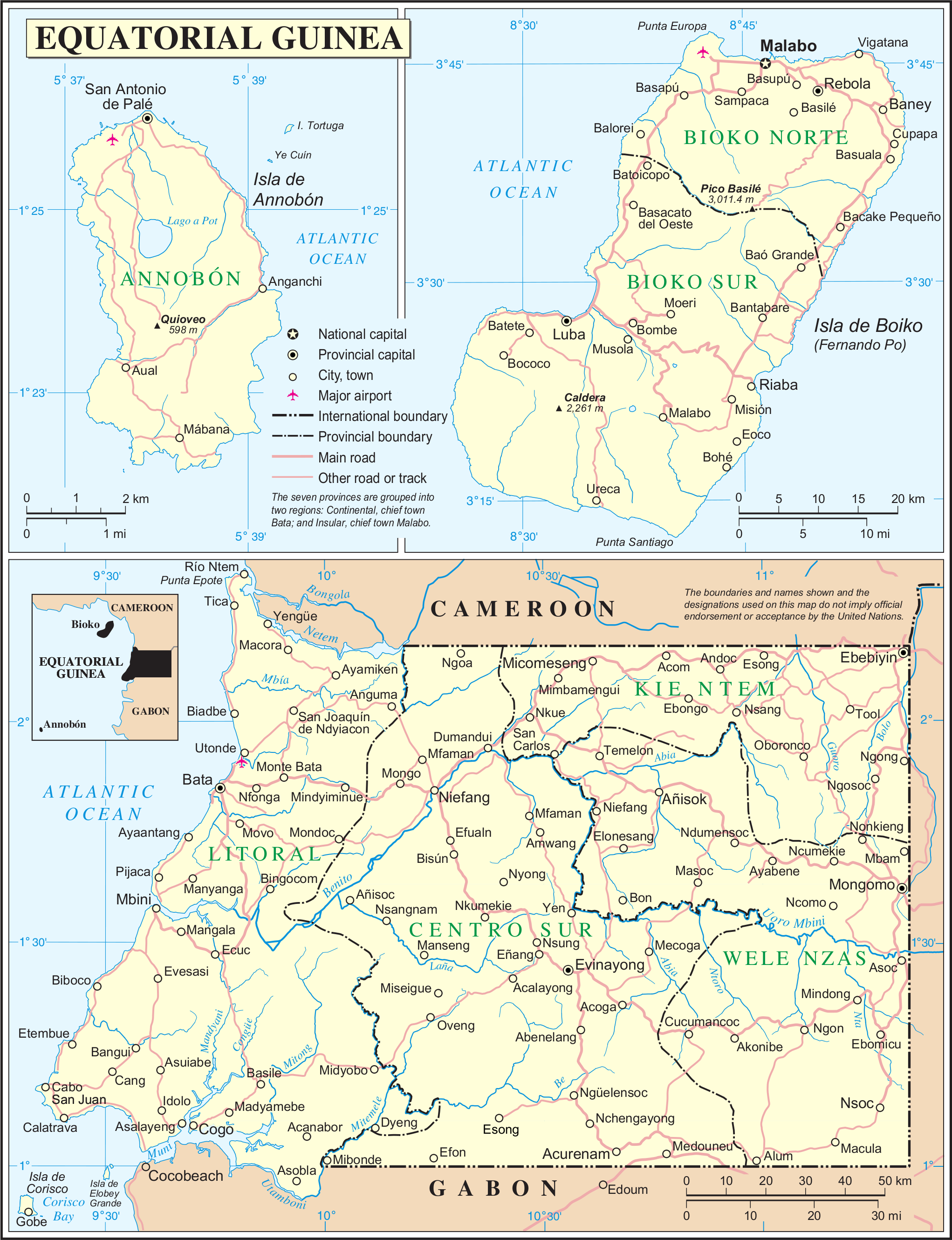
Territori de la Guinea espanyola

Escut de Río Muni

Escut de Fernando Poo

## Cronologia

### Antecedents
L'actual Guinea Equatorial es va formar sota el regnat d'Alfons XIII, quan en 1926 es va constituir la colònia de la Guinea Espanyola com a fusió de la colònia de Río Muni, la de Fernando Poo i la de Elobey, Annobón i Corisco. El govern espanyol de Franco no comptava a desprendre's de la Guinea Espanyola i en 1956 els territoris espanyols del Golf de Guinea passen a ser Província espanyola del Golf de Guinea. Per la llei 46/59, de 30 de juliol, la Província Espanyola del Golf de Guinea, es converteix en dues províncies; la Província de Fernando Poo i la Província de Río Muni. Però la pressió de les Nacions Unides va forçar al govern espanyol a concedir-li certa autonomia administrativa després del referèndum d'autonomia de Guinea Equatorial de 1963, que va donar lloc a un primer govern autònom, presidit per Bonifacio Ondó Edu i a una primera Assemblea General ecuatoguineana presidida per Enrique Gori Molubela des de 1964 fins a juny de 1965, quan li cedí el càrrec a Federico Ngomo Nandong.

### Conferència Constitucional
En novembre de 1965, la IV Comissió de l'Assemblea de l'ONU, va aprovar un projecte de resolució en el qual es demanava a Espanya que fixés al més aviat possible la data per a la independència de Guinea Equatorial. En desembre de 1966 el Consell de Ministres del Govern espanyol va acordar preparar la Conferència Constitucional. En octubre de 1967 es va inaugurar aquesta Conferència, presidida per Fernando María Castiella, ministre espanyol d'Afers exteriors; al capdavant de la delegació guineana figurava Federico Ngomo Nandong. La Conferència Constitucional donaria a llum a la primera Constitució de Guinea Equatorial, que seria sotmesa a referèndum popular l'11 d'agost de 1968 sota supervisió de Nacions Unides. Un 64,32% de l'electorat va votar a favor de la Constitució, que preveia un govern amb una Assemblea General i un Tribunal Suprem amb jutges nomenats pel president.
Entre el 22 de setembre de 1968 i el 2 d'octubre del mateix any es van dur a terme les primeres eleccions generals de Guinea Equatorial. Com a resultat d'aquestes, Francisco Macías Nguema, encapçalant el partit Idea Popular de Guinea Equatorial es va alçar amb la victòria, sent la seva més proper rival Ondó Edu, del Moviment d'Unitat Nacional de Guinea Equatorial. De fet, en l'Assemblea General el partit de Macías havia quedat tercer en nombre d'escons, per darrere de la formació d'Ondó Edu.

### Signatura de l'acta de la Independència
L'11 d'octubre de 1968 va sortir cap a Guinea Equatorial la representació espanyola, encapçalada per Manuel Fraga Iribarne, en aquell moment ministre d'Informació i Turisme al govern espanyol, en representació del Cap de l'Estat, i en la qual també es trobaven el director general d'Àfrica i Pròxim Orient Gabriel Mañueco de Lecea; el secretari general tècnic del Ministeri de Justícia Marcelino Cabanas; el secretari general tècnic de la Secretaria General del Moviment, Luis Gómez de Aranda; els directors generals de Comerç Interior, Leopoldo Zumalacárregui; el d'Indústries Tèxtils Alimentàries i Diverses, Rodolfo Martín Villa, i el d'Impostos Indirectes, Manuel Aguilar Hardisson; el general Ricardo Morales Monserrat, segon cap de l'Estat Major Central; el cap de serveis en l'exterior, del Ministeri d'Informació i Turisme, Luis López-Ballesteros Cervino; el sotsdirector general d'Informació, Joaquín Benítez Lumbreras; el magistrat del Tribunal Suprem d'Espanya, Ángel Escudero del Corral; el president de l'Audiència de La Corunya, Jaime Castro García; el gerent del Pla de Desenvolupament de Guinea Equatorial, Juan Álvarez Corucedo; el director de l'agència EFE, Carlos Mendo Baos, i un grup de periodistes. Aquest mateix dia la Presidència del Govern va publicar en el Butlletí Oficial de l'Estat el Decret 2.467-1968 del 9 d'octubre que, en la seva part dispositiva, establia:
| «                      | Article primer. — Es reconeixen els resultats electorals proclamats per la Comissió Electoral de Guinea amb data 2 d'octubre del corrent any, i en virtut d'això es té a l'excelentíssim senyor Francisco Macías Nguema com a president electe de la República de Guinea Equatorial. Article segon — Es declara independent el territori de Guinea Equatorial a partir de les dotze hores del dia 12 d'octubre del any actual, en el moment del qual tindrà lloc la cerimònia de lliurament de poders al president electe. | » |
| — Diari La Vanguardia. | |   |

Finalment, el 12 d'octubre el país va obtenir la total independència amb Macías com a primer president constitucional i Edmundo Bossio Dioko com a vicepresident, en una cerimònia de traspàs de poder presidida per Manuel Fraga.

### Crisi
Tres dies després de la proclamació d'independència, Macías va presidir la primera sessió de l'Assemblea Nacional de Guinea Equatorial en el palau de la Cambra agrària de Malabo. Pastor Torao Sicara va resultar elegit president de la cambra, Antonio Eworo vicepresident i Armando Balboa secretari d'actes. Al final de la sessió, Macías, acompanyat pels seus ministres d'Exteriors, Atanasio Ndongo, i d'Interior, Ángel Masié, va rebre al sotssecretari d'Estat nord-americà per a Assumptes d'Àfrica, Josef Palmer, a qui va sol·licitar ajuda.
La transició cap a la independència va transcórrer pacíficament, però el nou país va entrar ràpidament en una crisi d'inestabilitat econòmica i política que es faria patent amb prou feines quatre mesos més tard, al febrer de 1969, amb l'esclat d'una greu crisi diplomàtica amb Espanya, seguit en ràpida successió al març per l'anunci de Macías de l'existència d'un intent de cop d'Estat dirigit per Atanasio Ndongo.

### Dictadura
La crisi amb Espanya va finalitzar a l'abril amb la sortida de gairebé tota la població espanyola establerta al país, després del que es va iniciar al país un període de repressió política i aïllament internacional. Durant aquests mesos de març i abril són assassinats Atanasio Ndongo, ministre d'Afers exteriors; Saturnino Ibongo Iyanga, ambaixador en l'ONU; Pastor Torao Sikara, president de l'Assemblea Nacional; Armando Balboa, ministre d'Informació i Turisme i l'opositor polític Bonifacio Ondó. Al desembre de 1969 es va celebrar el judici contra els destacats polítics Enrique Gori Molubela, Norberto Balboa, Vicente Ntutumu, Luis Angue Bacale, Santiago Osa i altres, pel suposat intent de cop d'estat del mes de març, que va acabar amb la desaparició i assassinat dels imputats, produint-se un segon judici contra opositors al desembre de 1970 per un tribunal militar, en una política autoritària i repressiva que no cessaria i que es veuria consolidada a través de la prohibició de tots els partits (amb la creació a l'inici de l'any del PUN, convertit al juliol de 1970 en el Partit Únic Nacional dels Treballadors).
Al maig de 1971 Macías va derogar part de l'articulat de la Constitució per afermar el seu poder personal i establir una dictadura de partit únic, mitjançant el Decret N. 115, (7 de maig de 1971). En el mateix, Macías feia responsable dels intents de cop d'estat als "neocolonialistes i imperialistes espanyols, posant de pantalla als seus lacais traïdors africans" i justificava la derogació de part del text afirmant que la Constitució vigent, malgrat participar-hi ell mateix en la seva elaboració, havia estat "prefabricada per Espanya". En aquesta mateixa línia, en juliol de 1972 promulgà una Llei Constitucional per la que es declarava president vitalici del país. La Constitució de Guinea Equatorial de 1973, que va substituir a l'anterior de 1968, va consagrar el règim dictatorial de Macías a través del PUNT.